# تب طلا

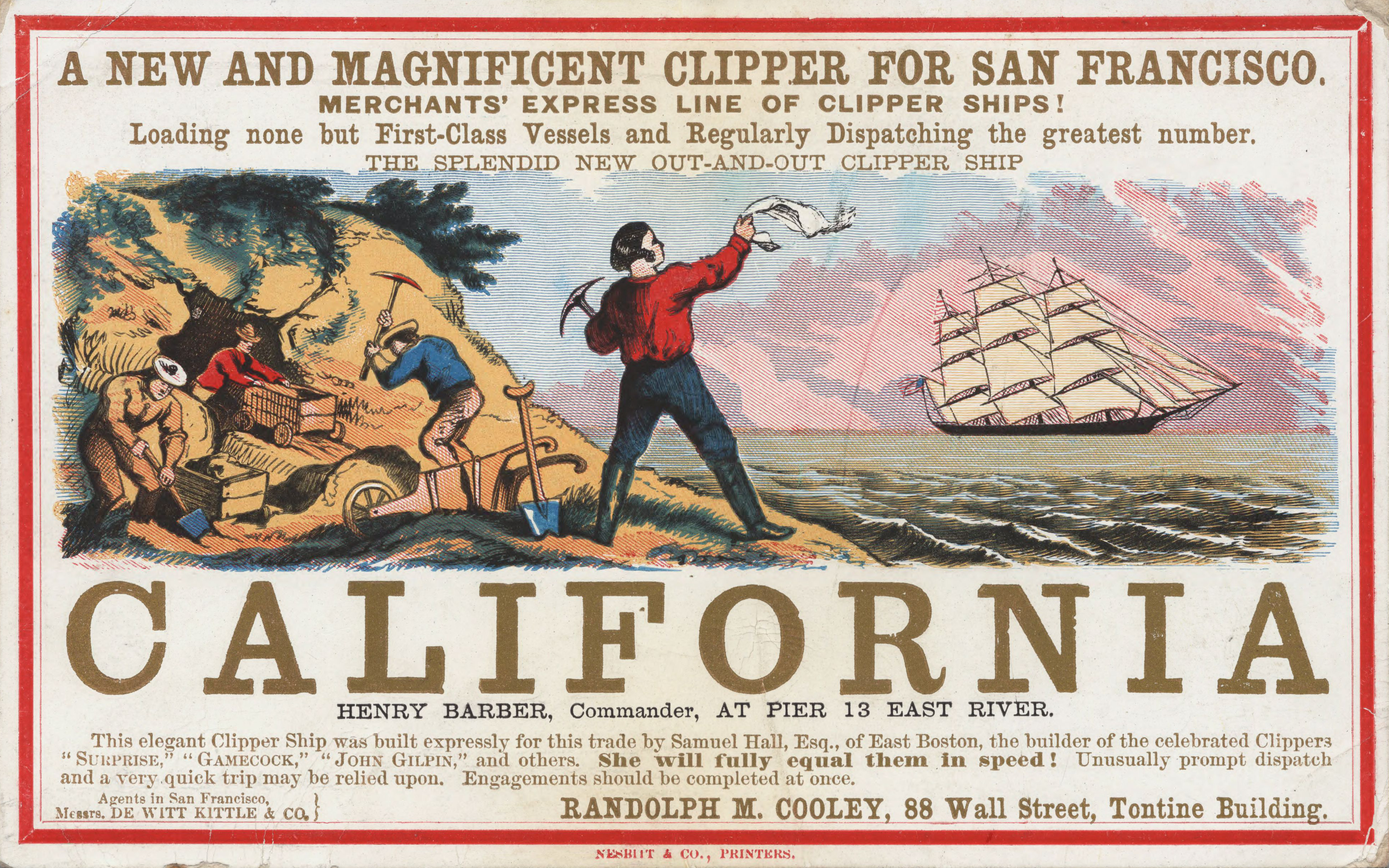
سریعترین کشتی کلیپر رکورد مدت زمان مسافرت میان نیویورک تا سان فرانسیسکو را از ۷ ماه به ۴ ماه کاهش داد و این رکورد مربوط به تاریخ ۱۸۴۹ و اوج دوران تب طلا در کالیفرنیا می‌باشد.

تب طلا (انگلیسی: Gold rush) انتشار گستردهٔ خبر «کشف یک معدن طلای جدید بود که می‌توانست مصادف با یورش کارگران معدن در جهت به‌دست آوردن ثروت باشد.» یکی از بزرگترین دوره‌های معروف تب طلا مربوط به قرن نوزدهم میلادی و در کشورهایی همچون استرالیا، نیوزیلند، برزیل، کانادا، آفریقای جنوبی و ایالات متحده آمریکا می‌باشد درست در همان زمان، هیجان و تب طلا در مقیاس‌هایی کوچکتر در سایر نقاط ادامه داشت.
ثروتی که از این طریق حاصل می‌گردید به دلیل هزینه‌های مهاجرت و موانع دست و پاگیر ثبت دفاتر و اوراق به سرعت مُنقسم می‌گردید و این در حالی بود که اغلب کسانی که بشخصه معدن کاوی می‌نمودند تقریباً به صورت بدون سود برای حفاران یا صاحبان معدن کار می‌کردند. برخی از افراد، بخت و اقبال بلندی داشتند. بازرگانان و متصدیان امور حمل و نقل از این میان سود سرشاری عایدشان می‌گردید. نتیجه این فزونی در افزایش عرضه جهانی طلا باعث تلنگر و برانگیختن تجارت جهانی و سرمایه‌گذاری در این زمینه گردید. مورخان به شکل وسیعی در زمینه مهاجرت، تجارت، استعمار، و تاریخ محیط زیست در ارتباط با تب طلا قلم فرسایی کردند.
تب‌های طلا معمولاً با یک احساس عمومی شناور همچون «رایگان برای همه» همراه بود که اغلب اوقات باعث تحریک بسیار می‌گردید. در این تب احساسی چنین بیان می‌گردید که هر فرد از هر طبقه ممکن است به وفور و در یک چشم به هم زدن ثروتمند گردد مثال این مورد ماجرای رویای کالیفرنیا است.

## تب طلا بر پایهٔ سرزمین‌ها
در نیمهٔ دوم قرن نوزدهم، استرالیا تب‌های طلای مختلفی را تجربه کرد. مهمترین آنها،
تب طلای نیو ساوت ولز و تب طلای ویکتوریا در سال ۱۸۵۱ بود. اولین تب طلای ایالات متحده در سال ۱۷۹۹ و در منطقهٔ کاباروس کانتی، کارولینای شمالی به وقوع پیوست که امروزه با عنوان معدن طلای رید شناخته می‌گردد. تب‌های طلای موفق نیز در مناطق شمال غربی آمریکا، فرسر کنیون، ناحیهٔ کاریبو و سایر نقاط بریتیش کلمبیا، نوادا، کوه‌های راکی در کلرادو، آیداهو، مونتانا، اورگن، قلمرو نیومکزیکو و قسمت سفلای رودخانه کلرادو اتفاق افتاد. اولین تب طلای آلاسکا نیز در منطقهٔ ریسورکشن کرک، نزدیک هوپ و در سال ۱۸۹۰ صورت گرفت. تولید طلا در آفریقای جنوبی از صفر درصد در سال ۱۸۸۶ به ۲۳ درصد از تولید کل ناخالص داخلی جهان تا سال ۱۸۹۶ رسید. در دوران تب طلای آفریقای جنوبی، در استخراج طلا از تکنیک‌های تازه کشف شده و جدید توسط دانشمندان اسکاتلندی استفاده می‌گردید. مهمترین تکنیک در آن زمان استخراج به کمک سیانور و مشهور به طلای سیانوری بود که با کمک پتاسیوم سیانید، طلا را از درون سنگ‌ها استخراج می‌نمودند. میان سال‌های ۱۸۸۴ تا ۱۹۰۶ و در منطقهٔ سرزمین آتش، تب طلایی صورت پذیرفت که افراد بسیاری از شیلی، آرژانتین و اروپایی‌ها را به آن منطقه سرازیر کرد. این تب طلا، به دنبال کشف طلا در طی عملیاتی که برای نجات کشتی بخار قطب‌پیمای فرانسوی در نزدیکی کیپ ویرجینز صورت گرفت به جریان افتاد.

## صنعت استخراج معادن امروزی
برآرود گردیده که جمعیتی میان ۱۰ تا ۳۰ میلیون نفر معدنکار در معدن‌های دارای مقیاس کوچک در سراسر جهان وجود دارد. تقریباً ۱۰۰ میلیون نفر به‌طور مستقیم یا غیر مستقیم وابسته به معادن مقیاس کوچک هستند. به عنوان مثال جمعیتی بالغ بر ۸۰۰۰۰۰ تا ۱/۵ میلیون معدنکار در جمهوری دموکراتیک کنگو وجود دارد. ۳۵۰ تا ۶۵۰ هزار نفر در سیرالئون، ۱۵۰ تا ۲۵۰ هزار نفر در غنا و میلیون‌ها نفر دیگر در سراسر آفریقا مشغول استخراج از معادن هستند.

## نگارخانه

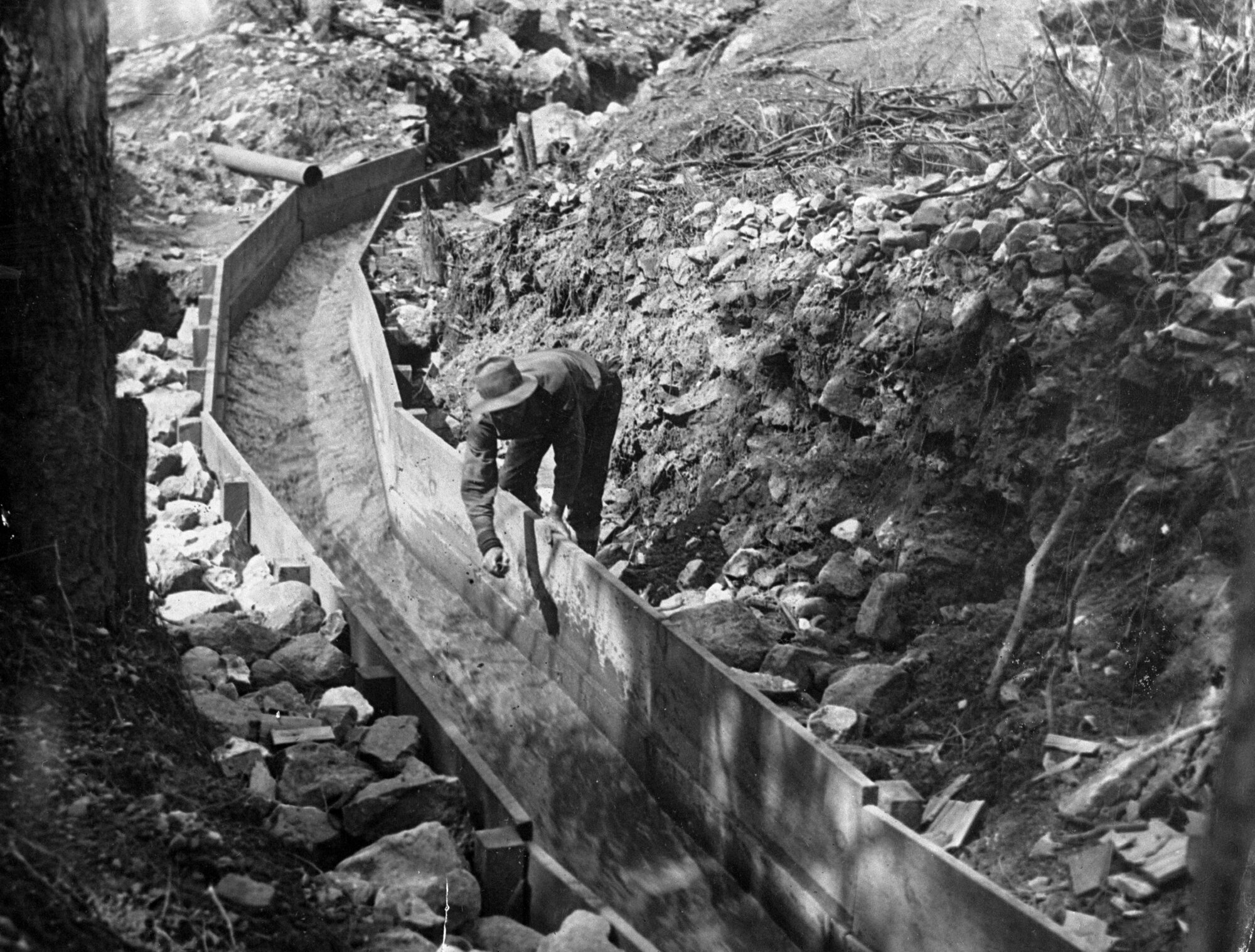
بند یا دریچه چوبی جاری شدن آب به روش طلاشویی در کالیفرنیا طی سال‌های ۱۸۹۰ تا ۱۹۱۵
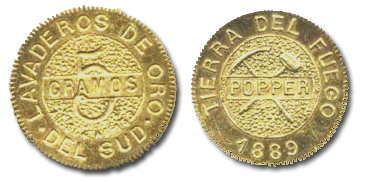
سکه طلای ۵ گرمی تیرادل فوئگو از جولیوس پوپر
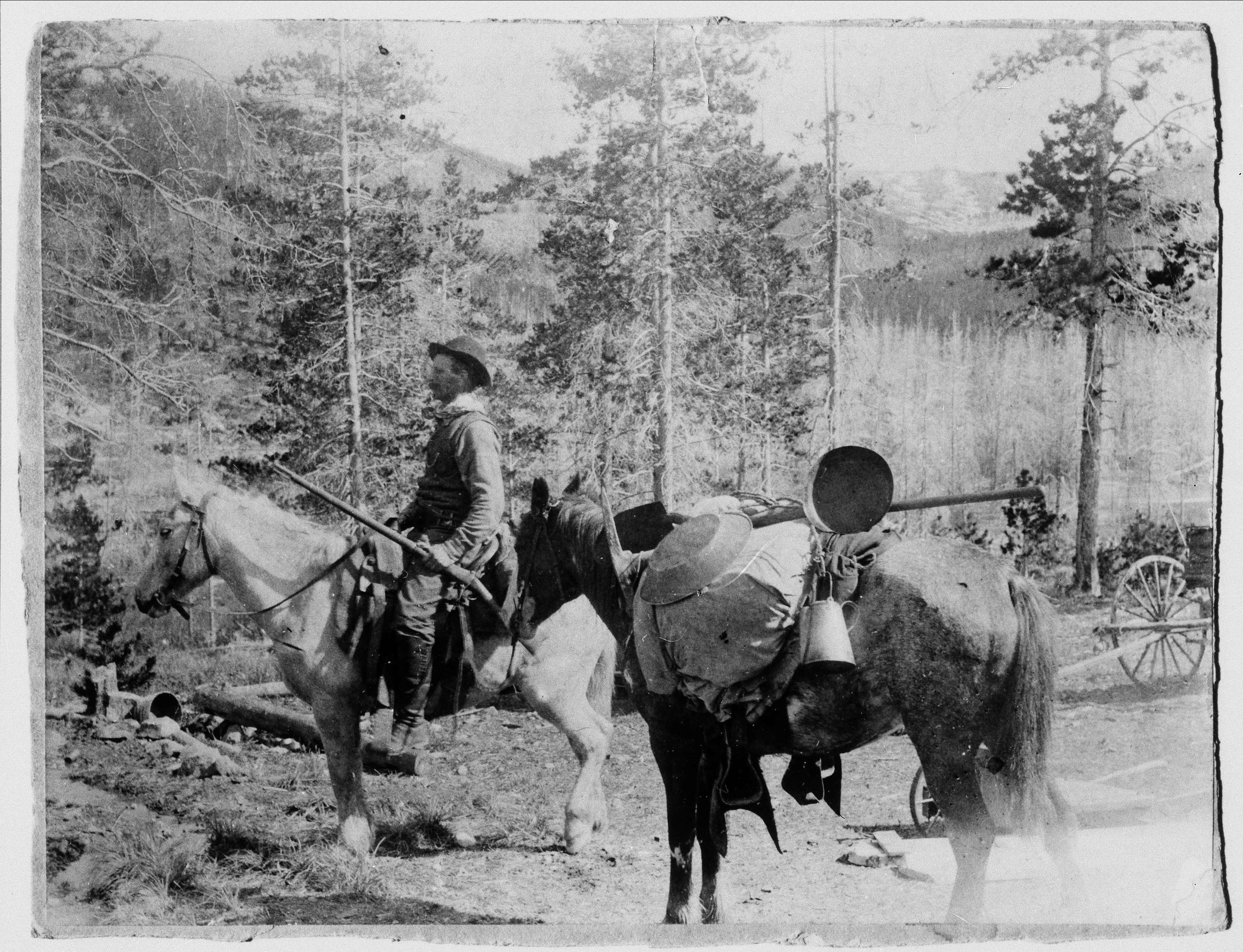
یک جوینده طلای سوئدی در بلاک‌فوت ریور، مونتانا به سال ۱۸۶۰ میلادی
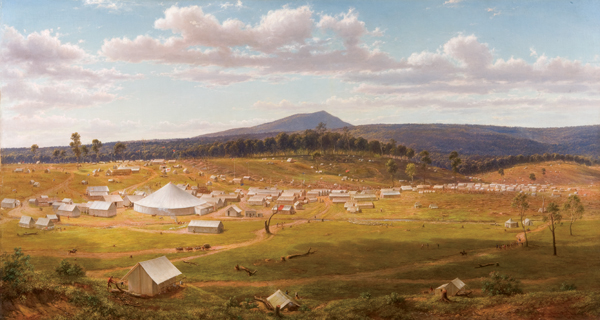
خیمه‌های شهرستان بالاراتس در تابستان ۱۸۵۳ تا ۱۸۵۴، نقاشی رنگ روغن بر اساس طرح اصلی یوجین وان گوراد.
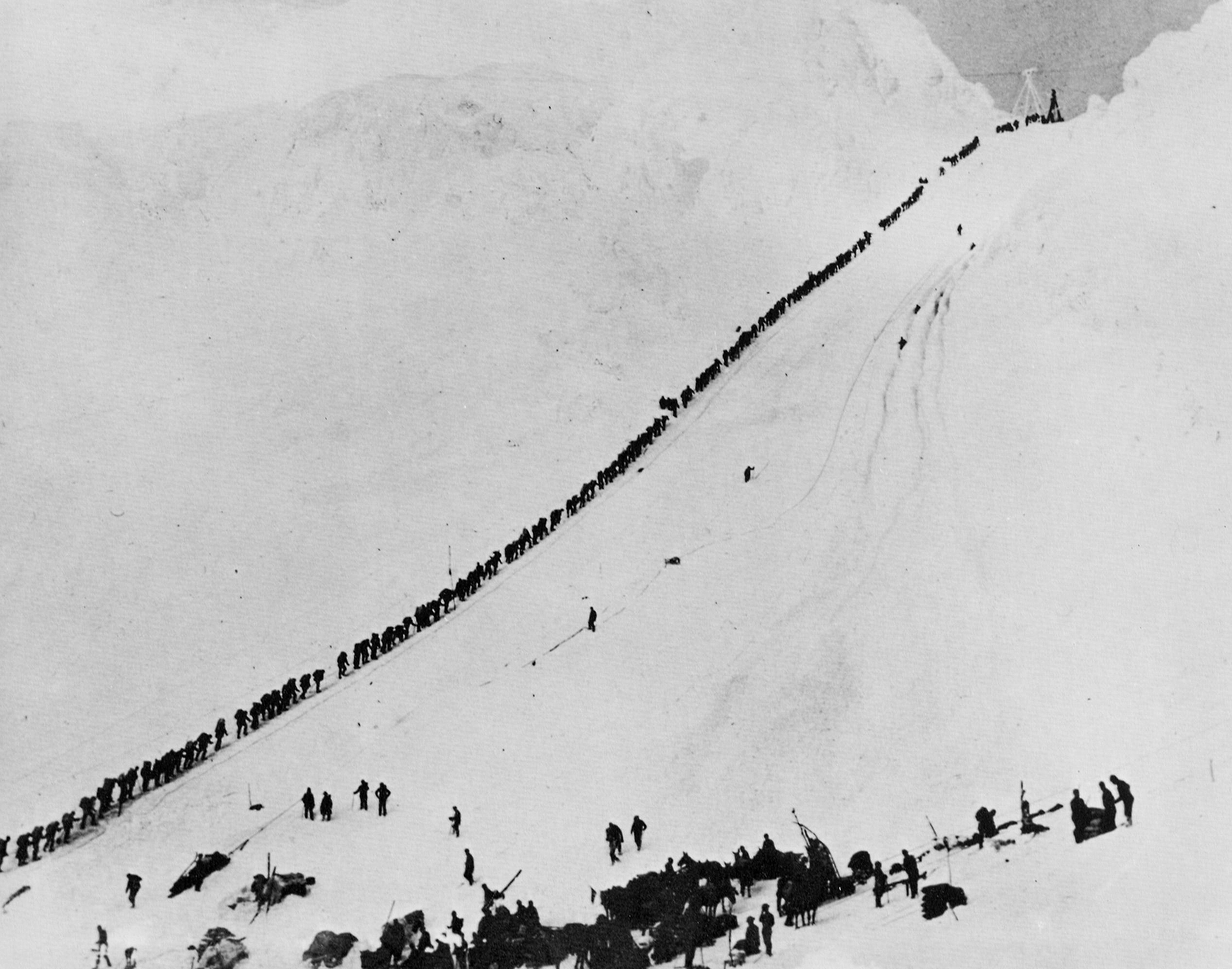
کارگران و مکتشفین معدن در حال صعود از مسیر چیلکوت در دوران تب طلای کلوندایک
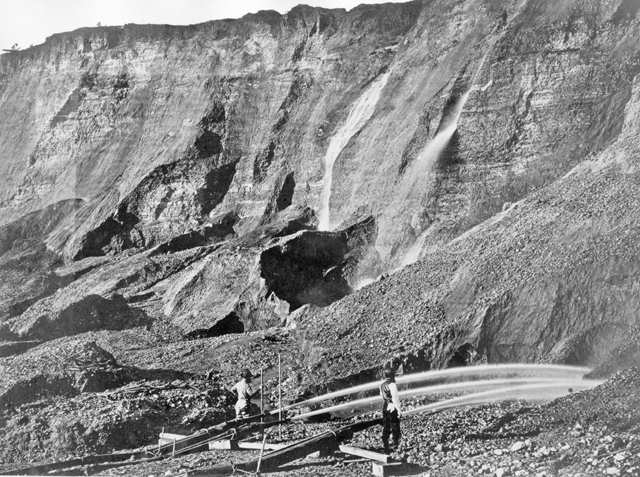
جت آب (معدن‌کاوی هیدرولیک) در معدنی واقع در دوچ فلات، کالیفرنیا در تاریخ ۱۸۵۷ تا ۱۸۷۰
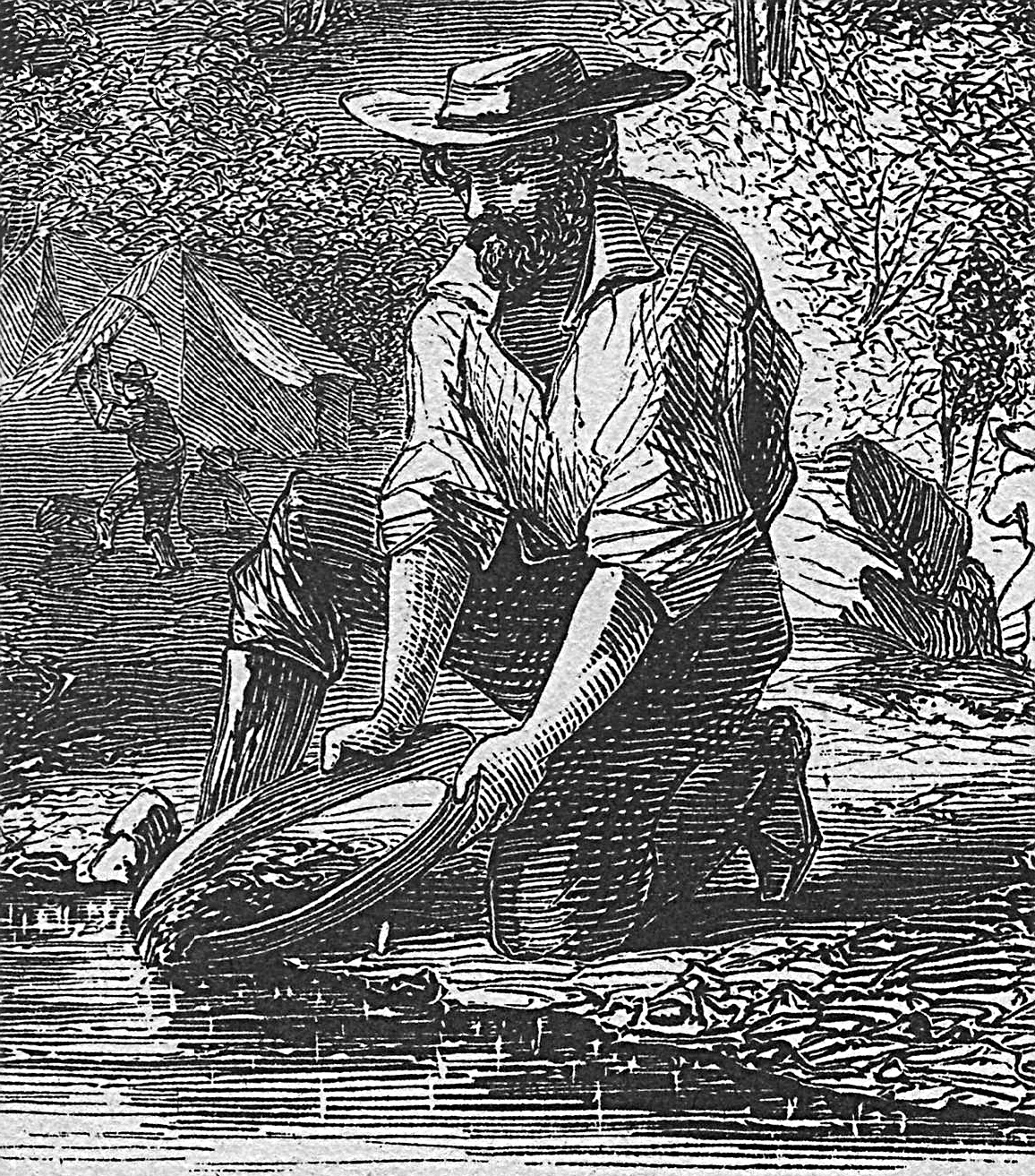